# Tréflévénez
Tréflévénez (en bretó Trelevenez) és un municipi francès, situat a la regió de Bretanya, al departament de Finisterre. L'any 2006 tenia 284 habitants.

## Demografia
| 1962                                       | 1968 | 1975 | 1982 | 1990 | 1999 |
| ------------------------------------------ | ---- | ---- | ---- | ---- | ---- |
| 235                                        | 187  | 178  | 206  | 252  | 221  |
| Des de 1962: població sense dobles comptes |      |      |      |      |      |

## Administració
| Període | Identitat        | Partit |
| ------- | ---------------- | ------ |
| 2001-   | Anne-Marie Emily |        |